# 沖繩縣道10號伊計平良川線
沖繩縣道10號伊計平良川線（日语：／）是沖繩縣宇流麻市內的一條主要地方道，連接市內的與那城伊計和平良川。此縣道是沖繩本島內唯一全線均在單一市町村內，且未有與任何國道連接的主要地方道。

## 概要
- 起点：宇流麻市与那城伊計（伊計島）
- 終点：宇流麻市字平良川（沖繩縣道75號沖繩石川線（日语：沖縄県道75号沖縄石川線））
- 總長：23.4公里
- 單獨區間：20.1公里（2009年）

## 外部連結
- 県道10号伊計平良川線
- 沖縄県中部土木事務所